# Бабонићи
Бабонићи (благајски кнезови) била је једна од најмоћнијих хрватски великашких породици у средњовековној Славонији, која је одиграла значајну војничку и политичку улогу у хрватској историји у доба феудалне анархије.
У савременим изворима јављају се као велики кнезови. Први пут се помињу крајем 12. века, најпре као горички и водички, а затим као благајски кнезови. Почетком 14. века владају подручјем од Крањске до данашње Босне (река Врбас) и од Саве до Гвозда. Најјаче њихово упориште био је, у почетку, добро утврђени град Стеничњак у Покупју (Горичка жупанија), одакле су контролисали важан правац из Подунавља према мору, а касније град Благај, који је затварао долину реке Уне. Њихова војничка и политичка снага никла је из јаке економске моћи. Од половине 13. века до тридесетих година 14. века заузимали су бански положај, који су желели да претворе у наследни, уздижући се борбама са другим великим породицама, нарочито Брибирским кнезовима, до моћи династа. У борби за власт у Славонији, нарочито огорчене борбе вођене су са моћном досељеном породицом Гисинговаца, што је сиромашило земљу.
У сукобу Рудолфа I и Отакара I Пршемисла били су уз Хабзбурговце добивши 1278. године за то жупе Псет, Горицу, Гај, Дрежник, Нови Град и Петрињу. Нешто касније проширују своје поседе и купују Поуње, где подижу тврди град Благај. Користећи се династичким борбама у Угарској, Бабонићи и даље економски и војнички јачају па заједно са горичким грофовима пустоше Корушку, Крањску, Истру и Фурланију. За време Ивана Бабонића (1316—1323) достигли су највећу моћ водећи жестоке борбе са баном Младеном I Брибирским који је поражен 1322. године у Пољицама, после чега је Иван постао хрватско-далматинско-славонски бан, проширујући и даље своје поседе. Он је коначно сломио и отпор Гисинговаца, али не успева да ослаби моћ Нелипића. Нешто за заслуге у рату, нешто куповином, Бабонићи постају власници дубичко-водичко-санских поседа, ратујући на страни краља Жигмунда. У то време сукобљавају се са босанским војводом Хрвојем Вукчићем Хрватинићем, који им одузима поседе у Санској жупи. У систему одбране јужних угарских граница, благајски кнезови, још увек војнички јаки, давали су за краља Жигмунда једну од пет славонских бандерија. У борбама против грофова Цељских и Франкопана немају успеха, па њихова моћ од 1492. године брзо опада. Из Славоније коначно нестају пред налетом Турака (који 1532. освајају Благај), селећи се у Крањску, где 1546. године купују поседе.